# العلاقات البليزية اللاتفية
العلاقات البليزية اللاتفية هي العلاقات الثنائية التي تجمع بين بليز ولاتفيا.

## مقارنة بين البلدين
هذه مقارنة عامة ومرجعية للدولتين:
| وجه المقارنة                                              | بليز         | لاتفيا                                             |
| --------------------------------------------------------- | ------------ | -------------------------------------------------- |
| المساحة (كم2)                                             | 22.97 ألف    | 64.59 ألف                                          |
| عدد السكان (نسمة)                                         | 374.68 ألف   | 1.93 مليون                                         |
| الكثافة السكانية (ن./كم²)                                 | 16.31        | 29.88                                              |
| العاصمة                                                   | بلموبان      | ريغا                                               |
| اللغة الرسمية                                             | لغة إنجليزية | اللغة اللاتفية                                     |
| العملة                                                    | دولار بليزي  | يورو، لاتس لاتفي، الروبل اللاتفي ‏، الروبل اللاتفي ‏ |
| الناتج المحلي الإجمالي (بليون دولار)                      | 1.84 مليار   | 30.26 مليار                                        |
| الناتج المحلي الإجمالي (تعادل القوة الشرائية) بليون دولار | 3.05 مليار   | 49.24 مليار                                        |
| الناتج المحلي الإجمالي الاسمي للفرد دولار أمريكي          | 4.88 ألف     | 14.06 ألف                                          |
| الناتج المحلي الإجمالي للفرد دولار أمريكي                 | 8.42 ألف     | 23.55 ألف                                          |
| مؤشر التنمية البشرية                                      | 0.715        | 0.819                                              |
| رمز المكالمات الدولي                                      | +501         | +371                                               |
| رمز الإنترنت                                              | .bz          | .lv                                                |
| المنطقة الزمنية                                           | 00           | ت ع م+02:00، ت ع م+03:00، أوروبا/ريغا ‏             |

## منظمات دولية مشتركة
يشترك البلدان في عضوية مجموعة من المنظمات الدولية، منها:
| علم المنظمة | اسم المنظمة                        | تاريخ انضمام بليز | تاريخ انضمام لاتفيا |
| ----------- | ---------------------------------- | ----------------- | ------------------- |
|             | مؤسسة التنمية الدولية              | 19 مارس 1982      | 11 أغسطس 1992       |
|             | يونسكو                             | 10 مايو 1982      | 9 يوليو 1951        |
|             | وكالة ضمان الاستثمار متعدد الأطراف | 29 يونيو 1992     | 21 أغسطس 1998       |
|             | الأمم المتحدة                      | 25 سبتمبر 1981    | 17 سبتمبر 1991      |
|             | الفريق المعني برصد الأرض           | ?                 | ?                   |
|             | الاتحاد البريدي العالمي            | ?                 | ?                   |
|             | البنك الدولي للإنشاء والتعمير      | 19 مارس 1982      | 11 أغسطس 1992       |
|             | الاتحاد الدولي للاتصالات           | 16 ديسمبر 1981    | 11 ديسمبر 1921      |
|             | منظمة حظر الأسلحة الكيميائية       | ?                 | ?                   |
|             | مؤسسة التمويل الدولية              | 19 مارس 1982      | 29 سبتمبر 1993      |
|             | منظمة التجارة العالمية             | ?                 | 1999                |
|             | منظمة الشرطة الجنائية الدولية      | ?                 | ?                   |

## وصلات خارجية
- موقع وزارة الخارجية البليزية
- موقع وزارة الخارجية اللاتفية